# 2058
2058 — рік за григоріанським календарем. Це 2058 рік нашої ери, 58 рік 3 тисячоліття, 58 рік XXI століття, 8 рік 6-го десятиліття XXI століття, 9 рік 2050-х років.

## Вигадані події
- Дія фільму Загублені в космосі починається в 2058 році.